# Aliança dos Patriotas para um Congo Livre e Soberano
Aliança dos Patriotas por um Congo Livre e Soberano (em francês:  Alliance des patriotes pour un Congo libre et souverain, conhecida pela sigla APCLS) é um grupo miliciano que opera no nordeste da República Democrática do Congo.  A APCLS é tradicionalmente ativa no Território de Masisi, Quivu do Norte e é considerada um dos maiores grupos mai-mai (milícias locais ou étnicas) que operam na província. Formada em 2006, a APCLS atrai a maior parte de seu apoio do grupo étnico Hunde e sua ideologia é fundada na oposição aos grupos étnicos tutsis.  É um beligerante no conflito de Quivu e é liderado por Janvier Buingo Karairi.
A APCLS foi formada como parte do grupo Patriotas da Resistência Congolesa (Patriotes Résistants Congolais, PARECO) em 2006 e era originalmente conhecido como PARECO-Hunde. O grupo se separou da PARECO em 2008 depois dos Acordos de Goma.  A milícia conta com cerca de 1.500 homens e é financiada pelos lucros da mineração artesanal de ouro e cassiterita, bem como pelo apoio dos membros abastados do grupo étnico Hunde.  No passado, o grupo cooperou com as Forças Democráticas para a Libertação de Ruanda (Forces démocratiques de libération du Rwanda, FDLR), um grupo rebelde hutu Interahamwe da vizinha Ruanda. 
Durante a Rebelião de 2012-2013, a APCLS cooperou com as forças do governo congolês para reprimir o Movimento 23 de Março, formado em grande parte por tutsis. Combates esporádicos entre as forças do governo, apoiados pela missão de manutenção da paz das Nações Unidas, a MONUSCO, e a APCLS continuaram por vários anos. Em março de 2015, as forças do governo lançaram uma grande ofensiva contra a APCLS no Território de Masisi.  Em agosto de 2016, a APCLS, juntamente com outra milícia, Mai-Mai Nyatura, anunciaram que assinariam um acordo de paz com o governo central. 